# Tűzszárnyú papagáj
A tűzszárnyú papagáj (Brotogeris pyrrhoptera) a madarak osztályának papagájalakúak (Psittaciformes) rendjébe és a papagájfélék (Psittacidae) családjába tartozó faj.

## Rendszerezése
A fajt John Latham angol ornitológus írta le 1801-ben, a Psittacus nembe Psittacus pyrrhopterus néven.

## Előfordulása
Ecuador délnyugati és Peru északi részén honos. Természetes élőhelyei a szubtrópusi és trópusi síkvidéki esőerdők, lombhullató erdők és cserjések, valamint szántóföldek. Vonuló faj.

## Megjelenése
Testhossza 20 centiméter, testtömege 60–68 gramm.
|  |

## Szaporodása
Fészekalja 4-6 tojásból áll, melyen 23 napig kotlik. 

## Természetvédelmi helyzete
Az elterjedési területe kicsi, egyedszáma pedig csökken. A Természetvédelmi Világszövetség Vörös listáján sebezhető fajként szerepel.

## Külső hivatkozás
- Képek az interneten a fajról
- Internet Bird Collection - videók a fajról
- Xeno-canto.org - a faj hangja és elterjedési területe
- Birdsnways.com